# بيرريس (كاليفورنيا)
بيرريس (بالإنجليزية: Perris)‏ هي إحدى مدن مقاطعة ريفيرسيدي، كاليفورنيا. تم إعطاءها لقب مدينة في 26 مايو، 1911.

## التركيبة السكانية
حدّد مكتب تعداد الولايات المتحدة بيانات التركيبة السكانية لبيرريس في تعداد الولايات المتحدة. في ما يلي، التركيبة السكانية حسب تعدادي 2000 و2010.

### تعداد عام 2000
بلغ عدد سكان بيرريس 36,189 نسمة بحسب تعداد عام 2000، وبلغ عدد الأسر 9,652 أسرة وعدد العائلات 8,114 عائلة مقيمة في المدينة. في حين سجلت الكثافة السكانية 441.1 نسمة لكل كيلومتر مربع (1,142.4/ميل2). وبلغ عدد الوحدات السكنية 10,553 وحدة بمتوسط كثافة قدره 128.6 لكل كيلومتر مربع (333.1/ميل2).
وتوزع التركيب العرقي للمدينة بنسبة 41.20% من البيض و15.88% من الأمريكيين الأفارقة و1.46% من الأمريكيين الأصليين و2.75% من الأمريكيين ذوي الأصول الآسيوية و0.33% من سكان جزر المحيط الهادئ و32.55% من الأعراق الأخرى و5.82% من عرقين مختلطين أو أكثر و56.16% من الهسبانيون أو اللاتينيون من أي عرق.
بلغ عدد الأسر 9,652 أسرة كانت نسبة 63.7% منها لديها أطفال تحت سن الثامنة عشر تعيش معهم، وبلغت نسبة الأزواج القاطنين مع بعضهم البعض 58.2% من أصل المجموع الكلي للأسر، ونسبة 18.8% من الأسر كان لديها معيلات من الإناث دون وجود شريك، بينما كانت نسبة 7.1% من الأسر لديها معيلون من الذكور دون وجود شريكة وكانت نسبة 15.9% من غير العائلات. تألفت نسبة 12.2% من أصل جميع الأسر من عدة أفراد يعيشون في نفس المنزل ونسبة 4.5% كانت تتألف من شخص يعيش بمفرده يبلغ من العمر 65 عاماً أو أكثر. وبلغ متوسط حجم الأسرة المعيشية 3.73، أما متوسط حجم العائلات فبلغ 4.00.
بلغ العمر الوسطي للسكان 25.4 عاماً. وكانت نسبة 39.5% من القاطنين تحت سن الثامنة عشر، وكانت نسبة 9.8% بين الثامنة عشر والرابعة والعشرين عاماً، ونسبة 30.8% كانت واقعةً في الفئة العمرية ما بين الخامسة والعشرين والرابعة والأربعين عاماً، ونسبة 13.4% كانت ما بين الخامسة والأربعين والرابعة والستين، ونسبة 5.9% كانت ضمن فئة الخامسة والستين عاماً فما فوق. يوجد لكل 100 أنثى 96.3 ذكر، ويوجد لكل 100 أنثى في الثامنة عشر من عمرها فما فوق 92.4 ذكر.
بلغ متوسط دخل الأسرة في المدينة 35,522 دولارًا، أما متوسط دخل العائلة فبلغ 36,063 دولارًا. وكان متوسط دخل الذكور 31,891 دولارًا مقابل 24,634 دولارًا للإناث. وسجل دخل الفرد الخاص بالمدينة 11,425 دولارًا. وكانت نسبة 18.1% من العائلات ونسبة 20.4% من السكان تحت خط الفقر، وكان من هؤلاء نسبة 25.9% تحت سن الثامنة عشر ونسبة 14.2% في الخامسة والستين من العمر وما فوق.

### تعداد عام 2010
بلغ عدد سكان بيرريس 68,386 نسمة بحسب تعداد عام 2010، وبلغ عدد الأسر 16,365 أسرة وعدد العائلات 14,347 عائلة مقيمة في المدينة. في حين سجلت الكثافة السكانية 833.6 نسمة لكل كيلومتر مربع (2,159.0/ميل2). وبلغ عدد الوحدات السكنية 17,906 وحدة بمتوسط كثافة قدره 218.3 لكل كيلومتر مربع (565.4/ميل2).
وتوزع التركيب العرقي للمدينة بنسبة 42.31% من البيض و12.15% من الأمريكيين الأفارقة و0.86% من الأمريكيين الأصليين و3.60% من الأمريكيين ذوي الأصول الآسيوية و0.42% من سكان جزر المحيط الهادئ و35.60% من الأعراق الأخرى و5.06% من عرقين مختلطين أو أكثر و71.77% من الهسبانيون أو اللاتينيون من أي عرق.
بلغ عدد الأسر 16,365 أسرة كانت نسبة 66.2% منها لديها أطفال تحت سن الثامنة عشر تعيش معهم، وبلغت نسبة الأزواج القاطنين مع بعضهم البعض 59.7% من أصل المجموع الكلي للأسر، ونسبة 19.1% من الأسر كان لديها معيلات من الإناث دون وجود شريك، بينما كانت نسبة 8.8% من الأسر لديها معيلون من الذكور دون وجود شريكة وكانت نسبة 12.3% من غير العائلات. تألفت نسبة 8.8% من أصل جميع الأسر من عدة أفراد يعيشون في نفس المنزل ونسبة 2.3% كانت تتألف من شخص يعيش بمفرده يبلغ من العمر 65 عاماً أو أكثر. وبلغ متوسط حجم الأسرة المعيشية 4.16، أما متوسط حجم العائلات فبلغ 4.32.
بلغ العمر الوسطي للسكان 25.9 عاماً. وكانت نسبة 37% من القاطنين تحت سن الثامنة عشر، وكانت نسبة 11.6% بين الثامنة عشر والرابعة والعشرين عاماً، ونسبة 29.4% كانت واقعةً في الفئة العمرية ما بين الخامسة والعشرين والرابعة والأربعين عاماً، ونسبة 17.1% كانت ما بين الخامسة والأربعين والرابعة والستين، ونسبة 4.9% كانت ضمن فئة الخامسة والستين عاماً فما فوق. وتوزع التركيب الجنسي للسكان بنسبة 49.6% ذكور و50.4% إناث.

## المناخ
يظهر الجدول التالي التغييرات المناخية على مدار السنة لبيرريس:
| البيانات المناخية لـبيرريس        | البيانات المناخية لـبيرريس | البيانات المناخية لـبيرريس | البيانات المناخية لـبيرريس | البيانات المناخية لـبيرريس | البيانات المناخية لـبيرريس | البيانات المناخية لـبيرريس | البيانات المناخية لـبيرريس | البيانات المناخية لـبيرريس | البيانات المناخية لـبيرريس | البيانات المناخية لـبيرريس | البيانات المناخية لـبيرريس | البيانات المناخية لـبيرريس | البيانات المناخية لـبيرريس |
| الشهر                             | يناير                      | فبراير                     | مارس                       | أبريل                      | مايو                       | يونيو                      | يوليو                      | أغسطس                      | سبتمبر                     | أكتوبر                     | نوفمبر                     | ديسمبر                     | المعدل السنوي              |
| --------------------------------- | -------------------------- | -------------------------- | -------------------------- | -------------------------- | -------------------------- | -------------------------- | -------------------------- | -------------------------- | -------------------------- | -------------------------- | -------------------------- | -------------------------- | -------------------------- |
| متوسط درجة الحرارة الكبرى °م (°ف) | 60 (16)                    | 63 (17)                    | 63 (17)                    | 74 (23)                    | 85 (29)                    | 90 (32)                    | 102 (39)                   | 102 (39)                   | 91 (33)                    | 82 (28)                    | 77 (25)                    | 64 (18)                    | 79 (26)                    |
| متوسط درجة الحرارة الصغرى °م (°ف) | 30 (−1)                    | 32 (0)                     | 34 (1)                     | 42 (6)                     | 47 (8)                     | 52 (11)                    | 57 (14)                    | 59 (15)                    | 53 (12)                    | 47 (8)                     | 40 (4)                     | 27 (−3)                    | 43 (6)                     |
| الهطول مم (إنش)                   | 1.6 (41)                   | 1.9 (48)                   | 1.3 (33)                   | 1 (25)                     | 0.2 (5.1)                  | 0.1 (2.5)                  | 0.3 (7.6)                  | 0.1 (2.5)                  | 0.4 (10)                   | 0.1 (2.5)                  | 2 (51)                     | 1.4 (36)                   | 10.4 (260)                 |
| المصدر: Weatherbase               |                            |                            |                            |                            |                            |                            |                            |                            |                            |                            |                            |                            |                            |

## أعلام
- إرفينغ أشبي
- ألفرد غرين
- إلمر ريغر